# Mogorella
Mogorella é uma comuna italiana da região da Sardenha, província de Oristano, com cerca de 513 habitantes. Estende-se por uma área de 17 km², tendo uma densidade populacional de 30 hab/km². Faz fronteira com Albagiara, Ruinas, Usellus, Villa Sant'Antonio, Villaurbana.